# Апраксіна Катерина Володимирівна
Катерина Володимирівна Апраксіна, уроджена княжна Голіцина (рос. Апраксина Екатерина Владимировна; 30 травня 1770 — 14 березня 1854) — фрейліна, статс-дама, кавалерственна дама; сестра московського градоначальника Д. В. Голіцина, дружина відомого московського хлібосола С. С. Апраксіна.

## Біографія
Старша дочка князя Володимира Голіцина від шлюбу з графинею Наталією Чернишовою, знаменитою «Princesse Moustache» («Вусата княгиня»).
Точний рік народження Катерини Володимирівни численні джерела називають по-різному. За відомостями великого князя Миколи Михайловича вона народилася в 1768 році. Однак, її мати, княгиня Наталя Петрівна Голіцина, в своїх нотатках писала в 1770 році:
|  | …Тіє ї ж зими ми поїхали до Москви, де мали намір влаштуватися, я вже тоді була вагітною. 30 травня 1770 року я розродилася дочкою Катериною, а жили всі в той час в будинку Олександра Строганова на вулиці з назвою Тверська. |

Дитинство Катерина провела нерозлучно з батьками, зиму зазвичай Голіцини проводили в Москві чи Петербурзі, а літо в одному з численних своїх маєтків. Княгиня Голіцина брала безпосередню участь у вихованні та навчанні своїх чотирьох дітей. Будучи сама вихована в Європі, вона була прихильницею закордонної освіти. Бажаючи дати дітям, Наталія Петрівна в 1783 році виїхала з сім'єю до Франції. Сини Голіциних почали навчатися в Страсбурзькому протестантському університеті, а дочки Катерина і Софія залишилися при батьках.
У Парижі Голіцини оселилися у великому особняку на вулиці Сен-Флорантен і були прийняті при дворі Марії-Антуанетти. Катерина Володимирівна разом з матір'ю відвідувала всі бали та прийоми. Вона була дуже гарна собою, невеликого зросту, статна і струнка, з прекрасним профілем і великими темними очима, але мала риси різкі і досить суворий вираз обличчя, за що отримала в Парижі прізвисько «la Venus en courroux» (розгнівана Венера).
У 1789 році Голіцини з дочками провели дев'ятимісячну подорож по Англії, а в 1790 році повернулися до Російської імперії і оселився в Петербурзі. Катерина Володимирівна була представлена до двору Катерини II і пожалувана у фрейліни.

## Шлюб
13 липня 1793 року Катерина Володимирівна одружилась із двоюрідним братом своєї матері генерала Степана Степановича Апраксіна. З цього приводу в квітні 1793 года Федір Ростопчин писав Семену Воронцову в Лондон:
|  | ...Княгиня Голіцина Наталія Петрівна, досягла вершини щастя: вона посватала свою старшу доньку зі своїм двоюрідним братом, генералом Апраксіним. Всі замовкли відносно 90 000 рублів доходу. Взагалі, мрії опановують тут усіма головами; серця встояти не можуть. |

Апраксін був одним з найбагатших поміщиків Росії і вважався першим красенем свого часу. Відрізняючись особливою схильністю до жіночої статі, він був причиною трагедії княгині Наталії Петрівни Куракіної (1758—1825), яка кинула заради нього чоловіка, князя Степана Куракіна, двоюрідного брата Апраксіна. Він же, змінюючи Куракіна, закохався в красуню княжну Катерину Володимирівну Голіцину. Іван Долгоруков писав:
|  | Апраксін ... закохався в красу лиця княжни Голіциної, яка виїхала з Парижа, очорований нею і обвінчався. |

Шлюб виявився щасливим, зиму Апраксіни зазвичай проводили в своєму московському будинку на Знам'янці, побудованому за проектом Ф. В. Кампорезі, а влітку в розкішному маєтку Ольгово. Апраксіни жили відкрито, приймаючи численних гостей. Вся чиновна і родовита Москва прагнула потрапити на їх розкішні вечори, бали та вистави. У їхньому театрі ставилися п'єси французьких авторів — Мольєра, Бомарше, Реньяра, на його сцені виступав Павло Мочалов, а іноді і сама господиня дому.
У 1816 році вона навіть була обрана почесним членом Санкт-Петербурзького філармонічного товариства, але не за талант, а швидше через можливе заступництво. Частим гостем Апраксіних був Петро Вяземський та інші відомі літератори і любителі мистецтва. При цьому москвичі недолюблювали Апраксіних, пліткували про манірного і недалекого господаря, і побоювалися розумної, але суворої господині.
Катерина Володимирівна завжди одягалася гарно і до лиця, завжди намагаючись сподобатися чоловікові, який не раз зраджував дружині. Вона знала про його амурні пригоди, але ніколи не подавала виду, завжди володіючи собою і завжди рівно ставлячись до чоловіка. Степан Степанович ж дуже шанував дружину, навіть вибудувавши у своєму маєтку в Ольгово альтанку, на зразок древнього храму, посеред якого на високому п'єдесталі була встановлена мармурова статуя Катерини Володимирівни.
У 1804 році Катерина Володимирівна була пожалувана в кавалерственні дами, в 1827 році, вже після смерті чоловіка, в статс-дами. У 1841 році була пожалувана в Гофмейстеріни двору великої княгині Олени Павлівни. Виконуючи придворні обов'язки, останні роки життя жила в Петербурзі, де тримала відкритий будинок. У 1846 році один із сучасників писав про Апраксіну:
|  | На початку 11-ї години карета підвезла нас до під'їзду її палацу. Яскраве освітлення, нескінченний ліс тропічних рослин на сходах, низка напудрених лакеїв - все було за строгим порядком речей ... Вітальня ця багато різнокаліберних меблів, картин, дзеркал і килимів нагадувала радше склад старовинний bric a braque, ніж приймальний зал великий барині. Я ще більше здивувався, коли замість очікуваної величної господині відокремилася від дивана і зробила три кроки, припадаючи на ліву ногу, на зустріч матері, la grande dame Катерина Володимирівна Апраксіна; маленька, не більше двох аршин ростом, зморщена бабуся, з величезним горбом на спині, що прийняла величний вигляд і гордим поглядом окинула нас усіх, від низу до верху, звичайно! З важливістю Апраксіна запросила нас сідати і сірими очима своїми не переставала розбирати туалети сестер моїх. |

Після смерті чоловіка Катерина Володимирівна вміло керувала своєю часткою спадщини і змогла залишити дітям добрий капітал. Померла вона 14 березня 1854 року.

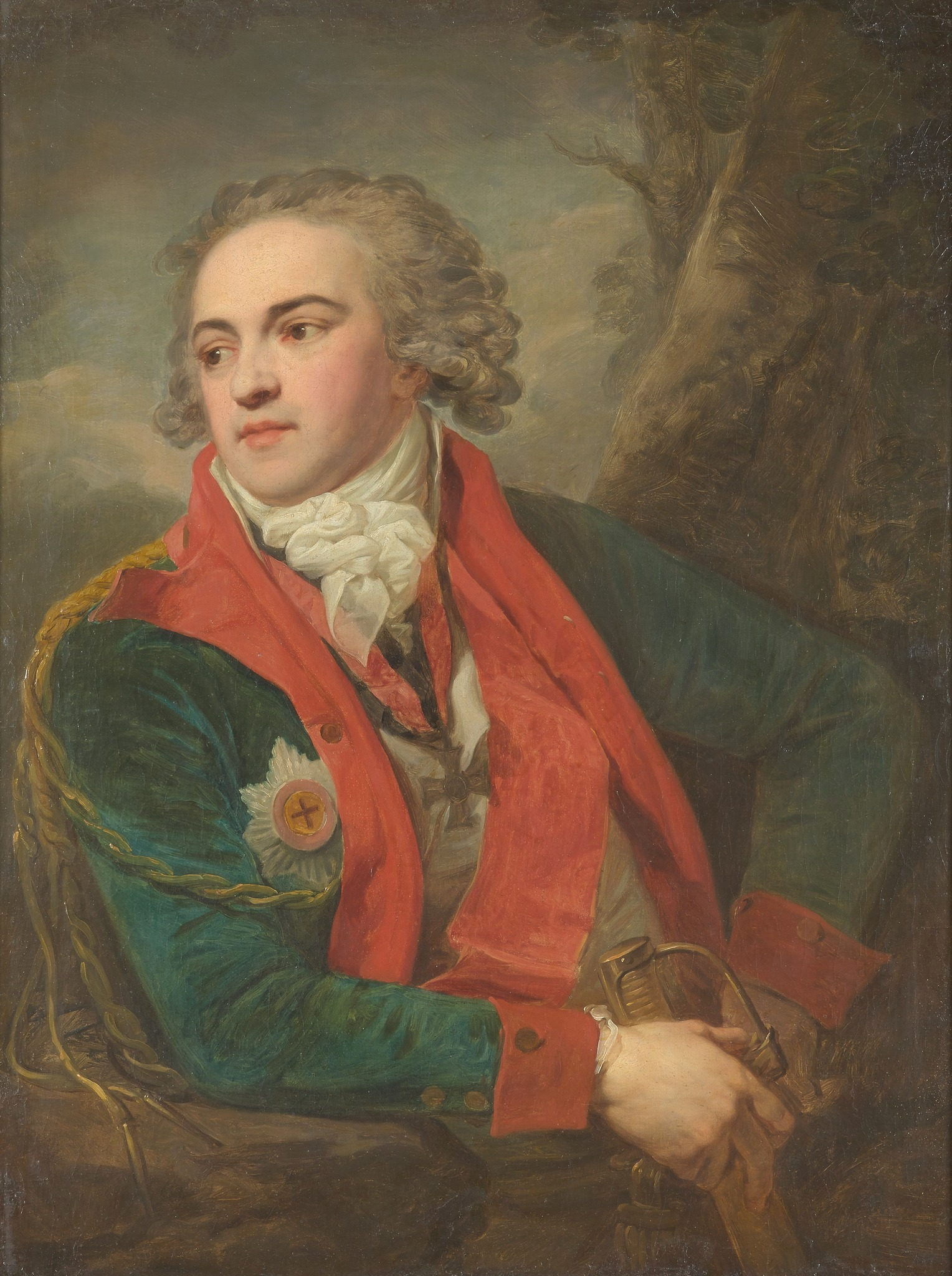
Степан Степанович, чоловік

## Родина
В шлюбі Катерина Володимирівна Апраксіна мала трьох дочок і двох синів:
- Наталія Степанівна (14.11.1794—7.05.1890), фрейліна, художник-аматор, була одружена з 1817 року за єгермейстером князем С. С. Голіциним (1783—1833); була відома своєю доброчинністю.
- Володимир Степанович (1796—1833), виховувався в будинку княгині Н. П. Голіциної, яка його дуже любила, він був єдиною людиною, хто її не боявся. Учасник Вітчизняної війни 1812 року, найвищим указом від 25 березня 1817 року призначений флігель-ад'ютантом у «вдячність за відмінну службу» дядьком генерала від кавалерії князя Голіцина і генерал-ад'ютанта графа Строганова; з 1824 року полковник, з 1831 року генерал-майор. Помер від холери. Був одружений з 1816 року на графині Софії Петрівні Толстой (1800—1886), доньці генерала П. О. Толстого.
- Степан Степанович (5.12.1797—15.12.1799), похований на Новодівичому монастирі[7].
- Софія Степанівна (1798—1885), статс-дама, засновниця «Дамського піклування про бідних», заснувала Коміссарівське технічне училище, брала участь у діяльності Тюремних комітетів; з 1817 року була другою дружиною князя О. Г. Щербатова (1776—1848), члена Державної ради, Московського генерал-губернатора.
- Агрипіна Степанівна (5.12.1799—13.08.1800), похована в Борисо-Глібському монастирі[8].

У родині виховувалися також:
- Ганна Карлівна Шитц, була видана в шлюб з колезьким радником О. М. Устиновим (1802—після 1882).
- Доньки князя Дмитра Васильовича Голіцина (1760—1813)
  - Марія Дмитрівна Голіцина (1802— ?), в шлюбі з князем Олександром Івановичем Ухтомським.
  - Віра Дмитрівна Голіцина (1801—1850), випускниця Смольного інституту, з 1829 року дружина князя Миколи Яковича Голіцина (1788—1850).
- Дочки воронезького губернатора Федора Олексійовича Пушкіна (1751—1810), далекі родички поета
  - Ганна Федорівна (1803—1889), в шлюбі з сенатором В. П. Зубковим (1799—1862).
  - Софія Федорівна (1806—1862), Пушкін сватався до неї в 1826 році, але отримав відмову, з 1827 року одружена з Валеріаном Олександровичем Паніним (1803—1880), доглядачем Московського вдовьего будинку.

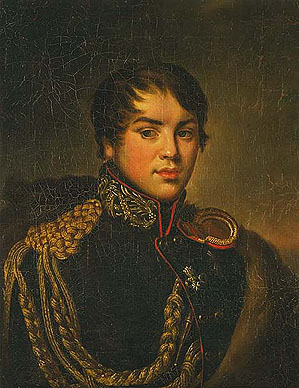
Володимир Степанович, син
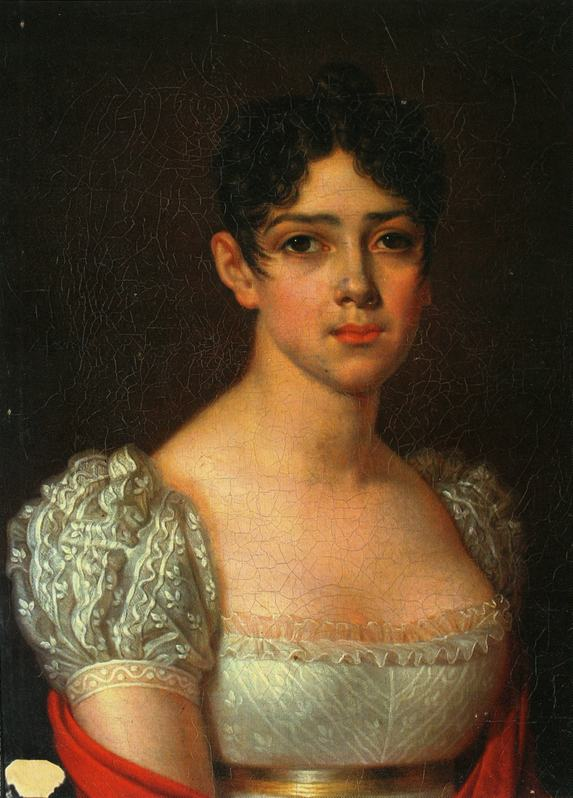
Наталія Степанівна, дочка
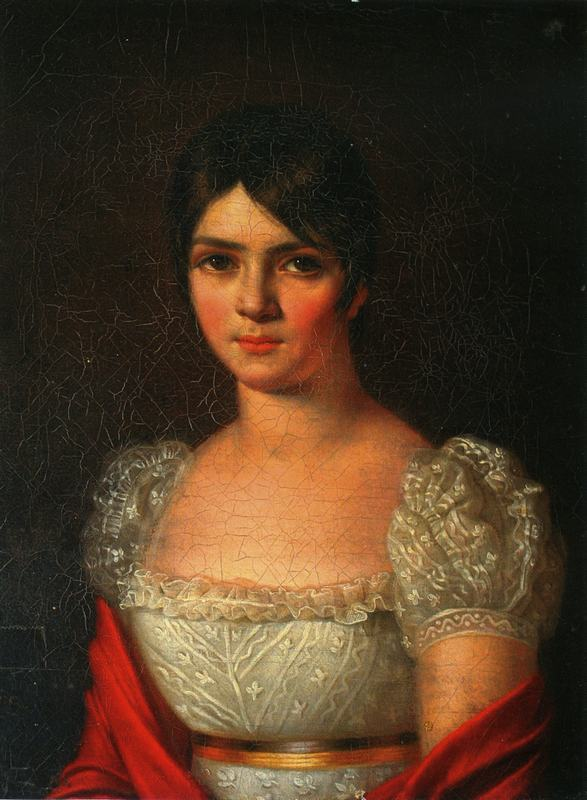
Софія Степанівна, дочка
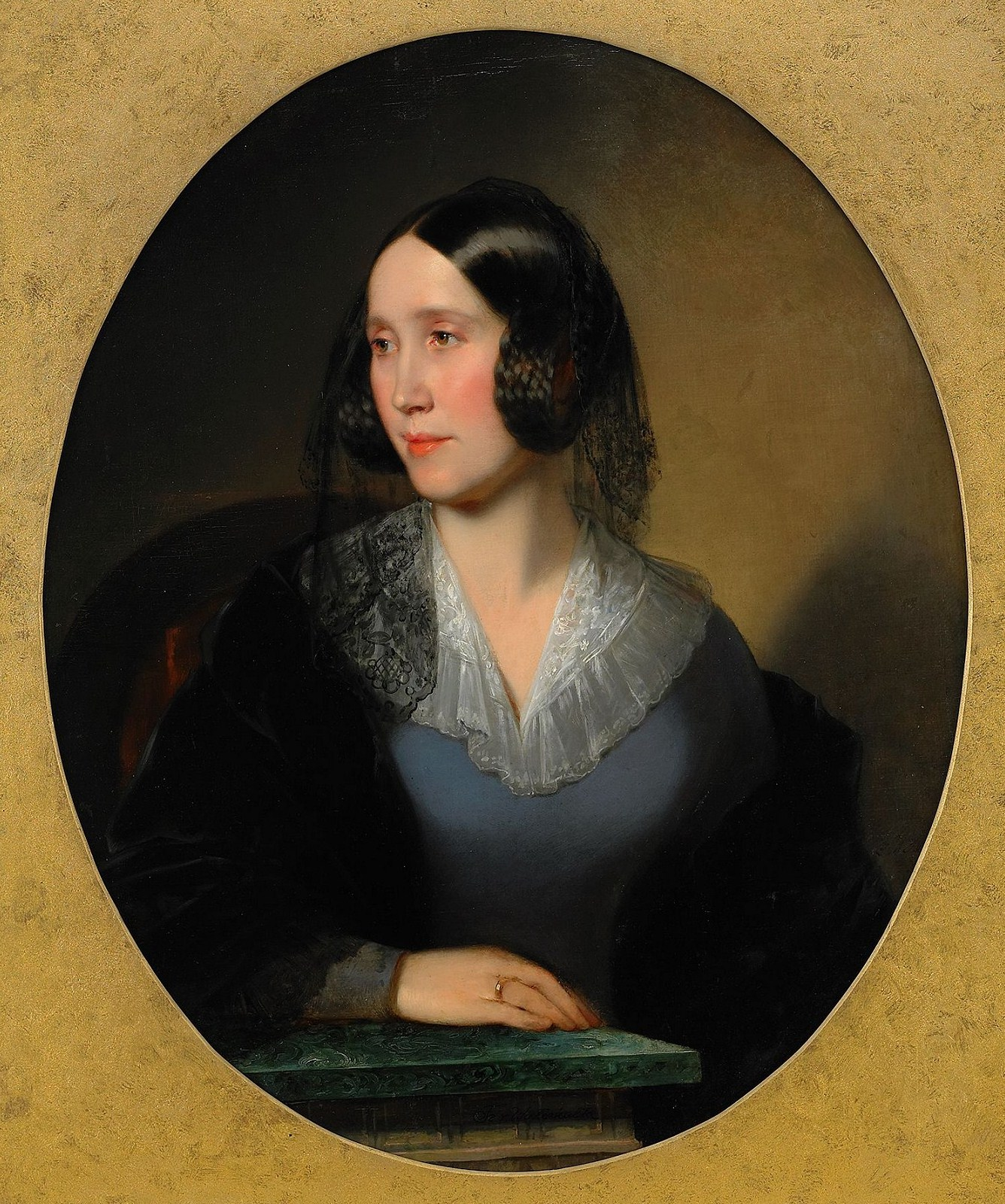
Віра Голіцина, вихованка
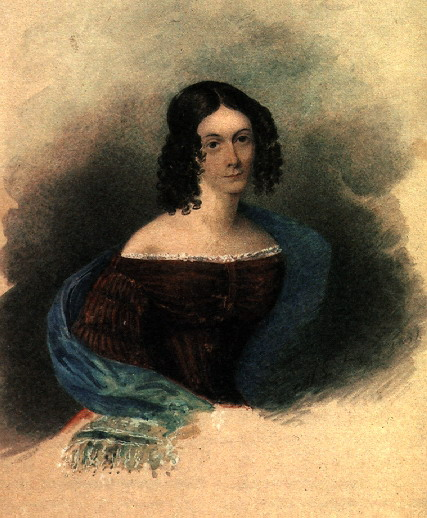
Софія Пушкіна, вихованка